# Moires

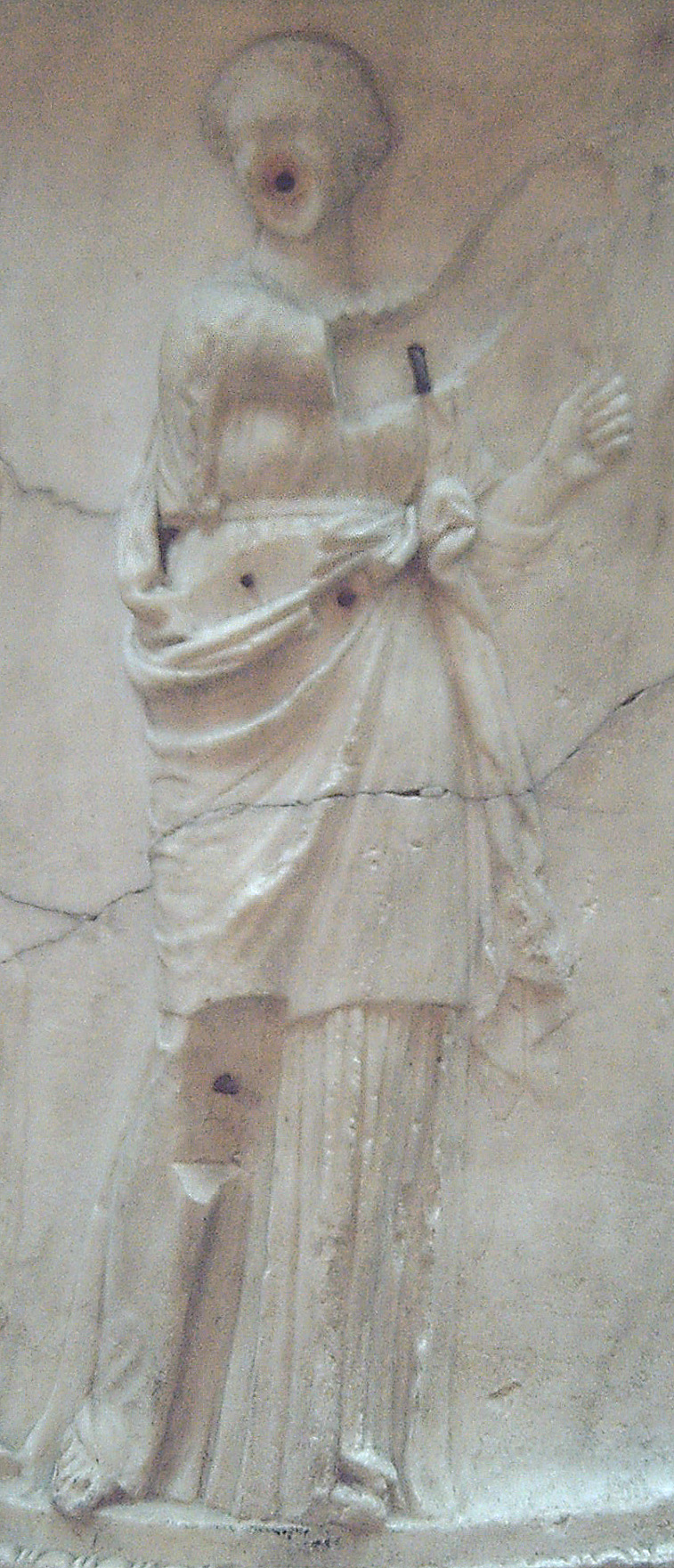
Representació d'una Moira al Palau de la Moncloa.

Les moires (en grec antic: Μοῖραι) van ser, segons la mitologia grega, unes divinitats, filles de Nix, la Nit, segons Hesíode, que pertanyien a la primera generació divina. Hi ha altres genealogies: una d'elles les fa filles de Zeus i de Temis, i germanes de les Hores, i segons Plató eren filles d'Anance, la 'Necessitat'. També es troben acompanyant Tique (la sort, la fortuna), que representa una idea semblant.
Són la personificació del destí de cada persona i de la sort que li correspon en aquest món, i cada mortal té la seva «moira», la seva part de vida, de felicitat i de desgràcia. Eren imaginades com tres germanes, tres ancianes filadores, anomenades Cloto, Làquesis i Àtropos, que trenen els fils de les vides humanes i després els tallen, segons explica Apol·lodor. A la tradició grega, s'apareixien a l'infant al cap de tres dies del seu naixement, i fixen el seu destí. Són inflexibles amb el que teixeixen de cada persona, ja que encarnen una llei que ni els mateixos déus poden desobeir sense posar en perill l'ordre de l'univers. Fins i tot Zeus ha de seguir els seus designis, i impedeixen que tal déu o tal altre puguin afavorir els seus protegits quan els hi arriba la seva hora.
Sovint es representen com les que teixeixen el fil de la vida. Cloto, la germana petita i la que presencia els naixements, en el moment que neix una persona, comença a teixir el seu fil de la vida. Làquesis és l'encarregada de decidir la durada de la vida de l'individu i teixeix el fil fins als anys que ha de viure la persona. I finalment, Àtropos, la germana gran, en el moment de la mort talla el fil de la vida amb les seves tisores d'or.
Les parques són les divinitats romanes equivalents, encarregades de decidir el destí de les persones. Pels romans tenien uns altres noms: Nona (la menor), Dècima (la mitjana) i Morta (la major).